# Gojko Šušak
Gojko Šušak (16. března 1945 - 3. května 1998) byl chorvatský politik, který zastával od roku 1991 do roku 1998 za prezidenta Franjo Tuđmana post ministra obrany. V letech 1990 až 1991 byl ministrem emigrace a v roce 1991 náměstkem ministra obrany.
Narodil se ve městě Široki Brijeg, v roce 1963 navštěvoval univerzitu v Rijece. V roce 1969 Šušak emigroval do Kanady, kde pracoval v restauračním a stavebním podnikání a v následujících desetiletích se prosadil v chorvatské diaspoře v Severní Americe. Na konci 80. let se stal blízkým přítelem a spolupracovníkem Franja Tuđmana, vůdce strany Chorvatského demokratického společenství (HDZ), usilující o nezávislost Chorvatska na Jugoslávii.
V roce 1990 se vrátil do Chorvatska. Poté, co se Tuđman stal prezidentem po parlamentních volbách v roce 1990, byl Šušak jmenován ministrem emigrace a pomohl získat ekonomickou pomoc od chorvatských emigrantů. Od počátku roku 1991 byl náměstkem ministra obrany. V září 1991 byl jmenován ministrem obrany a tuto funkci zastával po celou dobu chorvatské války za nezávislost. Jako ministr Šušak reorganizoval a modernizoval chorvatskou armádu, což ji přivedlo ke statutu regionální velmoci. Přispěl k plánování klíčových vojenských operací, zejména operace Bouře v roce 1995, která fakticky ukončila válku v Chorvatsku. Podporoval Chorvatskou republiku Herceg-Bosna během chorvatsko-bosňácké války v letech 1992–94 a později pomohl zprostředkovat Daytonskou dohodu z roku 1995. Během svého funkčního období navázal úzké kontakty s ministerstvem obrany Spojených států. Šušakovo působení ve funkci ministra obrany je nejdelší v chorvatské historii a trvalo až do jeho smrti v roce 1998.
V květnu 2013 ICTY v prvoinstančním rozsudku nad Jadrankem Prlićem zjistil, že se Šušak, Tuđman a Bobetko podíleli na společném zločinném plánu (joint criminal enterprise, JCE) proti nechorvatskému obyvatelstvu Bosny a Hercegoviny během bosenské války. Dne 19. července 2016 však odvolací senát ve věci oznámil, že „Soudní senát neučinil žádná výslovná zjištění ohledně účasti [Tudjmana, Šušaka a Bobetka] v JCE a neshledal [je] vinnými ze žádných trestných činů.“ V listopadu 2017 ICTY potvrdil verdikt JCE z roku 2013.